# چروونا وولا (استان اشوی‌داشکسیه)
چروونا وولا (به لهستانی: Czerwona Wola) یک منطقهٔ مسکونی در لهستان است که در گمینا سووپیا (شهرستان کونگسکیه) واقع شده‌است.